# Surinaamse Tennis Bond
De Surinaamse Tennis Bond (STB) is de officiële sportbond voor tennis in Suriname en is gevestigd in Paramaribo. De STB is aangesloten bij het Surinaams Olympisch Comité, de Central American & Caribbean Tennis Confederation (COTECC) en de International Tennis Federation (ITF).

## Geschiedenis
In het dagblad De West kondigde het tenniscomité in oktober 1935 aan dat de oprichting van een Surinaamsche Lawn Tennis Bond aanstaande was. Op 4 januari 1937 was de oprichting van de Surinaamsche Tennis Bond inmiddels een feit en was er tijdens een eerder gehouden vergadering een bestuur gekozen met een voorzitter, een secretaris-penningmeester en drie commissarissen.
Tijdens de Tweede Wereldoorlog lag het tennis in Suriname jarenlang stil en in 1948 werd weer een nieuwe start gemaakt. In juli 1948 meldde Het Nieuws dat de Surinaamse Tennis Bond was heropgericht en er een nieuw bestuur was gekozen.
In de jaren 1960 en 1970 waren René Fernandes en Walther Lim A Po voorzitters van de bond.